# 781 км
781 км — упразднённый в 1998 году населённый пункт (тип: железнодорожная казарма) в Котельничском районе Кировской области России. Входил на год упразднения в состав Комсомольского сельского округа. Включён в состав посёлка Комсомольский.

## География
Располагается на расстоянии примерно 21 км по прямой на юго-запад от райцентра города Котельнич.

## История
К 1978 году входил в Комсомольский сельсовет.
В 1998 году ж. д. казарма 781 км и посёлок Комсомольский Комсомольского сельского округа объединены в один населенный пункт — посёлок Комсомольский.

## Население
По данным Всесоюзной переписи населения 1989 года проживали 13 человек, из 7 мужчин, 6 женщин (Итоги Всесоюзной переписи населения 1989 года по Кировской области [Текст] : сб. Т. 3. Сельские населенные пункты / Госкомстат РСФСР, Киров. обл. упр. статистики. – Киров:, 1990. – 236 с. С.89).

## Инфраструктура
Путевое хозяйство железной дороги.
Основа экономики — обслуживание путевого хозяйства Горьковской железной дороги. Действует платформа 781 км.

## Транспорт
Доступен автомобильным и железнодорожным транспортом. 